# Robin Waterfield
Robin Anthony Herschel Waterfield (* 6. August 1952) ist ein britischer und griechischer Klassischer Philologe (Gräzist), Übersetzer und Schriftsteller.

## Leben
Waterfield studierte von 1971 an Classics an der Manchester University und erwarb dort 1974 den B.A. mit First Class Honours. Danach begann er ein Promotionsstudium am King’s College der Universität Cambridge mit einer Dissertation über Platons Dialog Philebos. Ohne die Promotion abzuschließen, ging er jedoch zunächst für ein Jahr an das Classics department der Newcastle University, dann für drei Jahre an das Department of Greek der St. Andrews University. 1982 wurde er jedoch im Zuge der Kürzungen im Bereich der Humanities durch die Regierung Thatcher nicht erneut angestellt. Er war dann zwei Jahre lang Mitarbeiter im Verlag Penguin Books. 1984 machte er sich als Schriftsteller selbständig, kehrte jedoch von 1988 bis 1991 zu Penguin Books zurück, um sich danach erneut selbständig zu machen. Im Jahr 2000 war er Gastlecturer am Williams College, Massachusetts, im akademischen Jahr 2000/2001 Writer in Residence an der University of Sussex. Zwischen 2002 und 2005 lehrte er Akademisches Schreiben an verschiedenen Universitäten und Colleges in London und Südostengland. 2005 zog er mit seiner Frau Kathryn nach Südgriechenland, wo er neben seiner schriftstellerischen Tätigkeit eine kleine Olivenfarm unterhält. Kurz vor dem Brexit erhielt er 2020 noch die griechische Staatsbürgerschaft.
Waterfield hat sich einen Namen vor allem als Übersetzer altgriechischer Autoren gemacht, häufig in Zusammenarbeit mit einschlägigen Spezialisten. Dazu zählen insbesondere die Philosophen Platon, Aristoteles, Xenophon, Epikur, Plutarch, Epiktet und Mark Aurel. Weitere Übersetzungen widmete er den Geschichtsschreibern Herodot und Thukydides, dem Tragödiendichter Euripides, dem Redner Demosthenes und dem Historiker Polybios. Daneben verfasste er populärwissenschaftliche Bücher zu verschiedenen Themen vor allem der griechischen Antike. Schließlich ist er auch Verfasser von Kinderbüchern.

## Schriften (Auswahl)
Übersetzungen
- Plato: Philebus (translation, introduction, notes). Penguin Books (Penguin Classics), 1982
- Plato: Theaetetus (translation, introduction, notes). Penguin Books (Penguin Classics), 1987
- Plutarch: Essays (translations; introductions and notes by Ian G. Kidd). Penguin Books (Penguin Classics), 1992
- Plato: Republic (translation, introduction, notes). Oxford University Press, 1993 (World’s Classics, 1994)
- Plato: Symposium (translation, introduction, notes). Oxford University Press (World’s Classics), 1994
- Plato: Gorgias (translation, introduction, notes). Oxford University Press (World’s Classics), 1994
- Plato: Statesman (translation; introduction and notes by Julia Annas). Cambridge University Press (Cambridge Texts in the History of Political Thought), 1995
- Aristotle: Physics (translation; introduction and notes by David Bostock). Oxford University Press (World’s Classics), 1996
- Xenophon: Hiero the Tyrant and Other Treatises (translations of Agesilaus, Hiero, Ways and Means, On Horsemanship, On Hunting and Hipparchicus; introductions and notes by Paul Cartledge). Penguin Books (Penguin Classics), 1997
- Euripides: Orestes and Other Plays (Ion, Orestes, Phoenician Women, Suppliant Women; translations; introduction by Edith Hall; notes by James Morwood). Oxford University Press (Oxford World’s Classics), 2001
- Euripides: Heracles and Other Plays (Alcestis, Heracles, Heraclidae, Cyclops; translations; introduction by Edith Hall; notes by James Morwood). Oxford University Press (Oxford World’s Classics), 2002
- Plato: Phaedrus (translation, introduction, notes). Oxford University Press (Oxford World’s Classics), 2002
- Xenophon: The Expedition of Cyrus (translation; introduction and notes by Tim Rood). Oxford University Press (Oxford World’s Classics), 2005
- Plato: Timaeus and Critias (translation; introduction and notes by Andrew Gregory). Oxford University Press (Oxford World’s Classics), 2008
- Aristotle: The Art of Rhetoric (translation; introduction and notes by Harvey Yunis). Oxford University Press (Oxford World’s Classics), 2018
- The Complete Works of Epictetus: Handbook, Discourses, and Fragments (translated, edited, introduction and notes). University of Chicago Press, 2022
- Thucydides, The History of the Peloponnesian War (translation; introduction by Polly Low). Basic Books, 2025

Bücher
- Before Eureka: The Presocratics and Their Science. The Bristol Press, 1989 (US ed., St Martin’s Press, 1989)
- Plato: Gorgias, Analysis and Commentary. Project Archelogos [e-publication], 2001
- Athens: From Ancient Ideal to Modern City. Macmillan, 2003
- Xenophon’s Retreat: Greece, Persia, and the End of the Golden Age. Faber and Faber/Harvard University Press, 2006
- Why Socrates Died: Dispelling the Myths. Faber and Faber/Norton/McClelland & Stewart, 2009
- Dividing the Spoils: The War for Alexander the Great’s Empire. Oxford, 2011
- mit Kathryn Waterfield: The Greek Myths. Quercus, 2012
- Taken at the Flood: The Roman Conquest of Greece. Oxford, 2014
- Creators, Conquerors, and Citizens: A History of Ancient Greece. Oxford 2018
- The Making of a King: Antigonus Gonatas of Macedon and the Greeks. Oxford/Chicago 2021
- Plato of Athens: A Life in Philosophy. Oxford 2023